# Palacio del Marqués de Montana
El antiguo Palacio del Marqués de Montana, durante muchos años propiedad del marquesado de Domecq (y por tanto también conocido como palacio Domecq), es un palacio de estilo barroco situado en Jerez de la Frontera, (Andalucía, España). En 2012, fue adquirido por una empresa de cáterin y servicios hosteleros de alto standing.
Fue mandado construir por Antonio Cabezas de Aranda, primer marqués de Montana. El palacio responde a la tipología de las casas burguesas jerezanas del siglo XVIII. Está declarado Bien de Interés Cultural.

## Historia
El palacio se levantó a partir de 1774. Las obras debieron de concluirse, a falta de algunos pormenores, en 1782, cuando se sabe que el marqués decide pasar a habitar su palacio. La dirección corrió a cargo del arquitecto jerezano Juan Díaz de la Guerra. Sólo tres años más tarde, en 1785, Antonio Cabezas muere. Tras su fallecimiento, el Cabildo Colegial, a cuyo cargo estaba el patronato creado para gestionar las decisiones testamentarias del marqués, arrendaría el palacio, instalándose en él las oficinas de la administración de Rentas, Real Aduana y Despacho de la Sal.
En 1855 el palacio pasa a manos privadas, siendo adquirido por Juan Pedro Domecq Lembeye. En herencia la propiedad pasó a su hijo Juan Pedro de Aladro Domecq y tras su muerte su viuda lo vende a los hermanos Domecq Núñez de Villavicencio.
En 2012 el palacio es puesto en venta, siendo entonces propiedad de la multinacional americana Beam, y es adquirido por un empresario jerezano. En 2013, tras dos décadas sin pertenecer a la familia Domecq, comienza un profundo proceso de restauración de la mano de la historiadora del arte Marta Rodríguez Vera (Cádiz, 13 de junio de 1973) que le devuelve su esplendor y lo acondiciona para la celebración de eventos sociales y corporativos.

## Ubicación
Se construyó en el antiguo llano de San Sebastián, vacío urbano existente hasta el siglo XVIII entre los conventos de San Juan de Dios y Santo Domingo, situados cada uno a un lado del acceso del camino de Sevilla a la ciudad, siendo un elemento conformador de los espacios urbanos que lo rodean y de la trama urbana del casco antiguo.

## Descripción

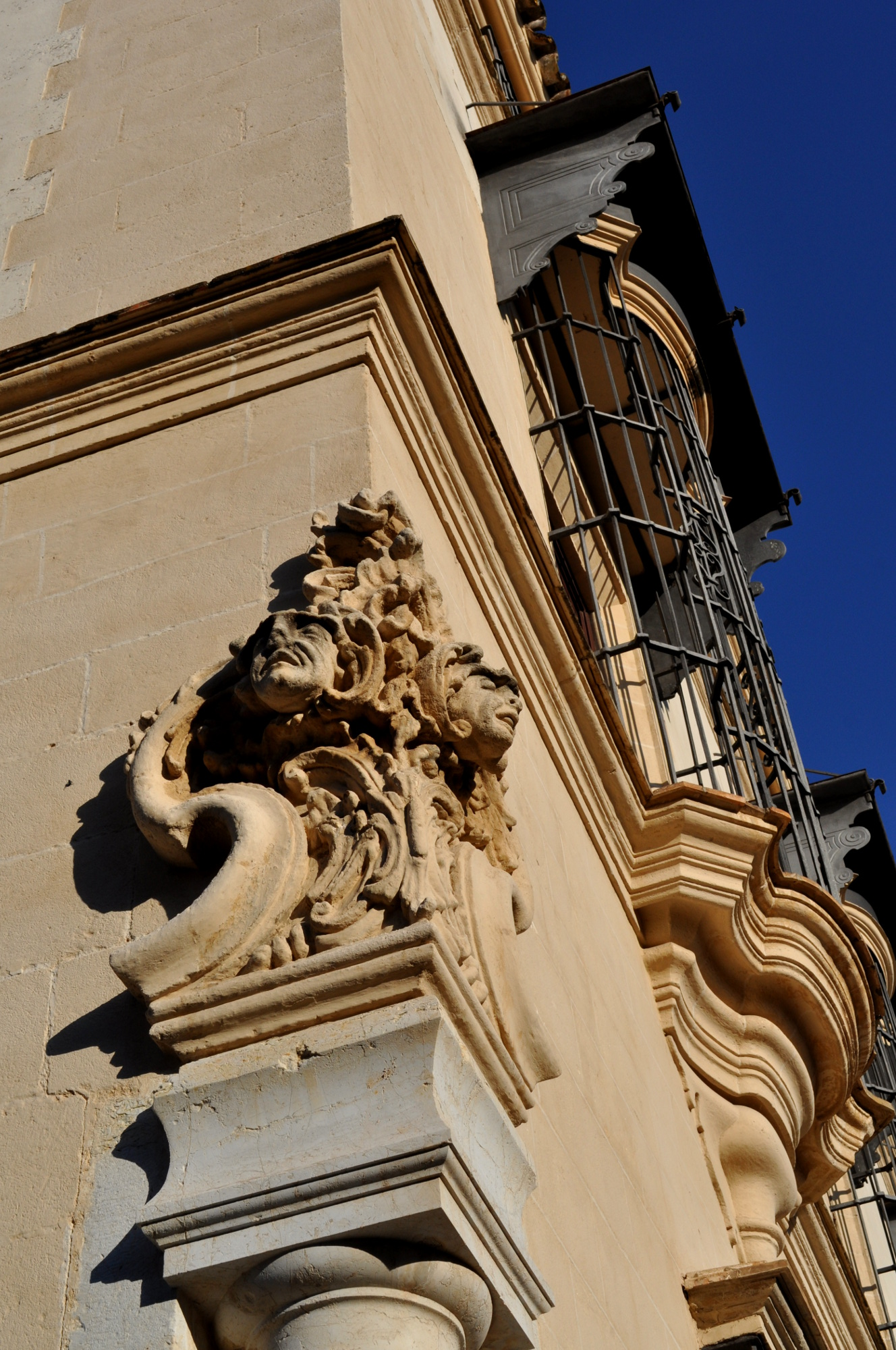
Detalle de una columna lateral

El edificio se sitúa de forma exenta y presenta una planta prácticamente cuadrada, disponiéndose interiormente de forma casi simétrica. Su composición volumétrica es clara, prácticamente paralelepípeda, mostrando al exterior su disposición en dos plantas diferenciadas por sendos tipos de huecos y delimitadas mediante cornisas. A continuación el sobrado, de menor altura y en el que se abren huecos rematados con rejas.
La fachada principal se compone con balcones de plantas muy movidas con tejaroces y guardapolvos de pizarra, destacando la portada principal por su composición y su porte.
La distribución interior se desarrolla en torno a un patio de planta cuadrada al fondo del cual se sitúa una escalera imperial. El resto de las dependencias se ubican en las crujías perimetrales.
La ubicación del edificio se realizó con una clara concepción barroca, de forma que domina un amplio espacio libre, existente en la actualidad, que se distribuye entre las actuales Plaza del Mamelón, Alameda Cristina y Plaza de Aladro. Esta situación de privilegio se enfatiza con la disposición del jardín delantero que contribuye de manera eficaz a resaltar su volumetría.

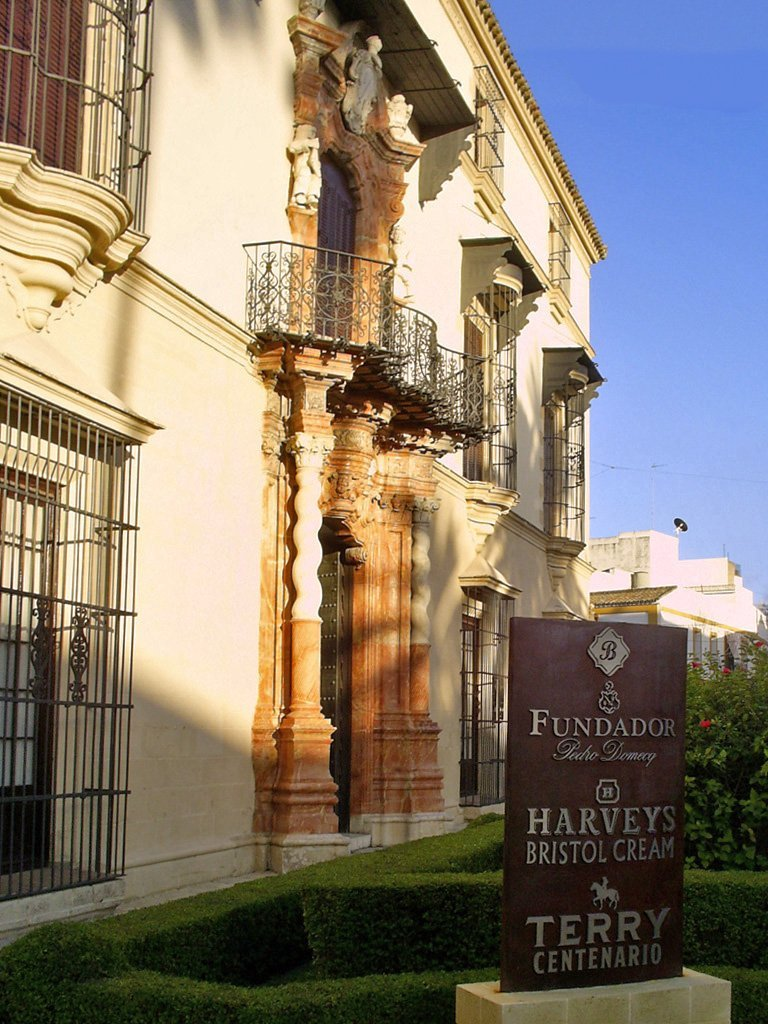
Palacio de Domecq
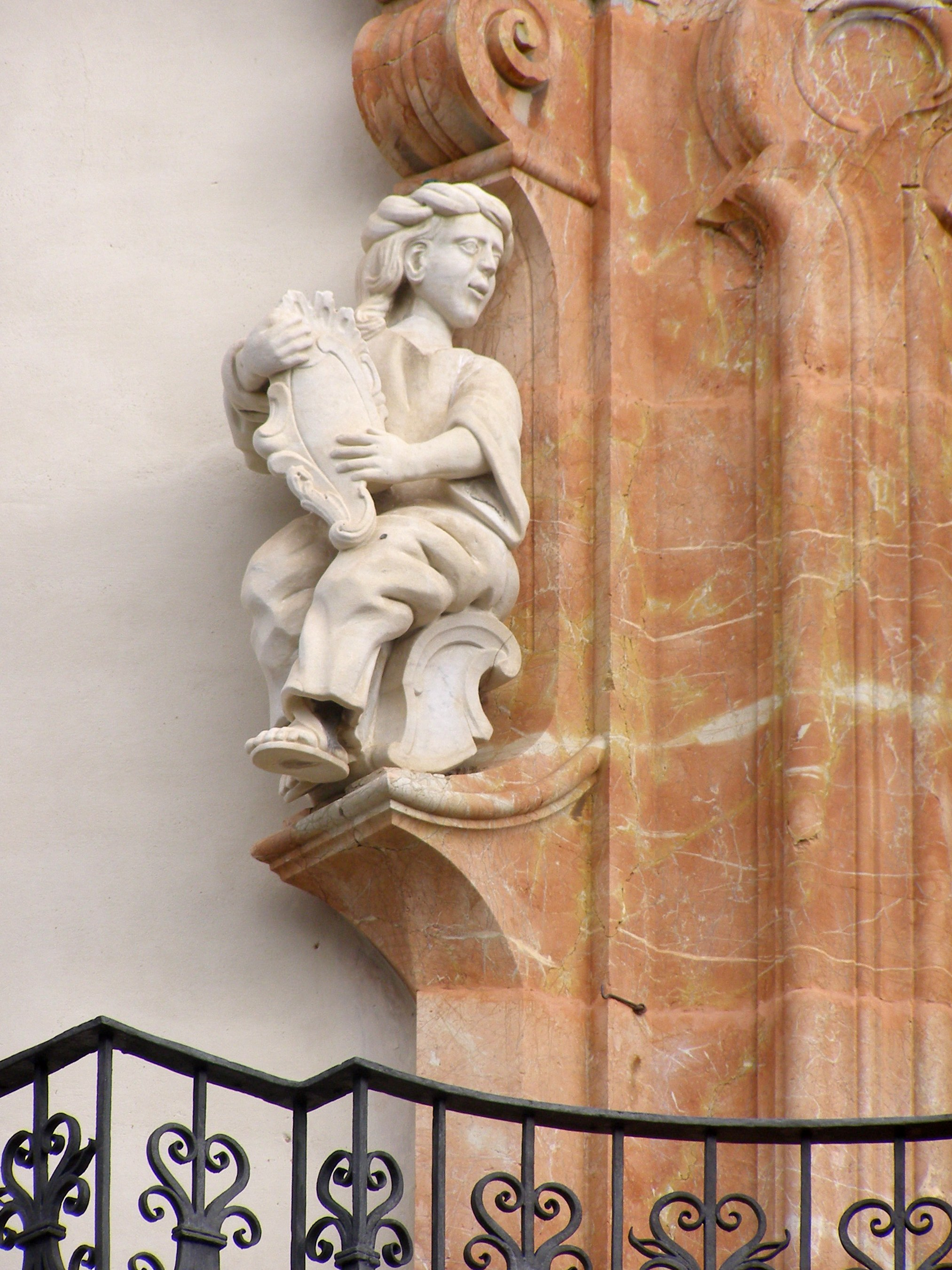
Detalle de la fachada.
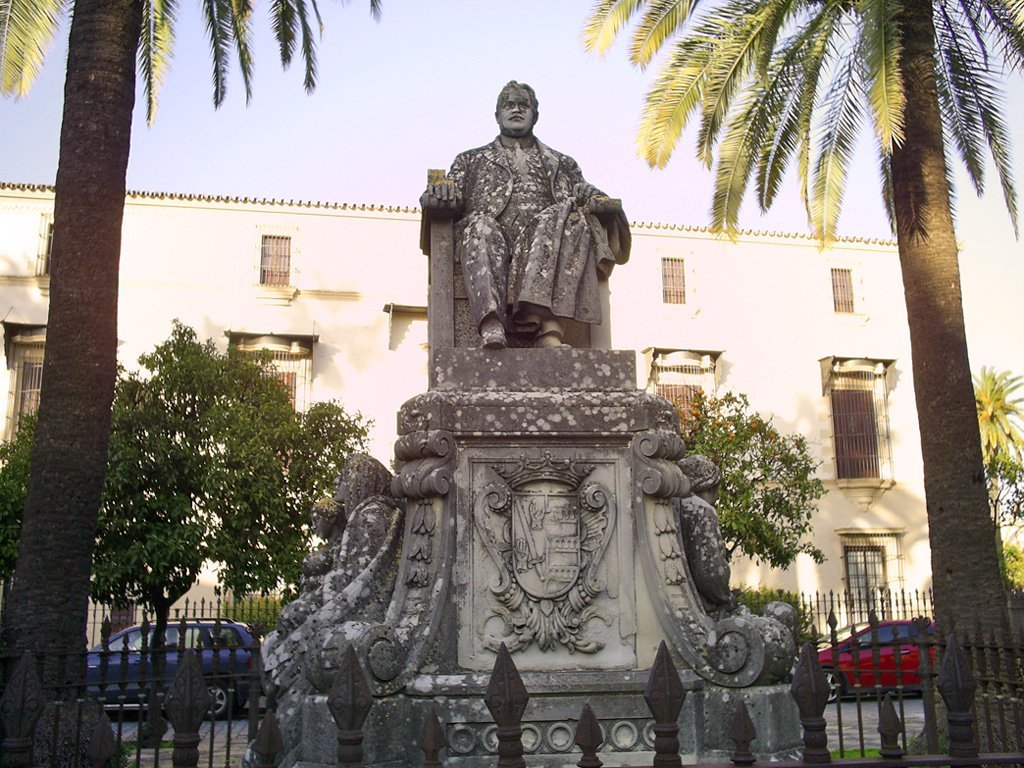
Monumento al Marqués de Casa Domecq.
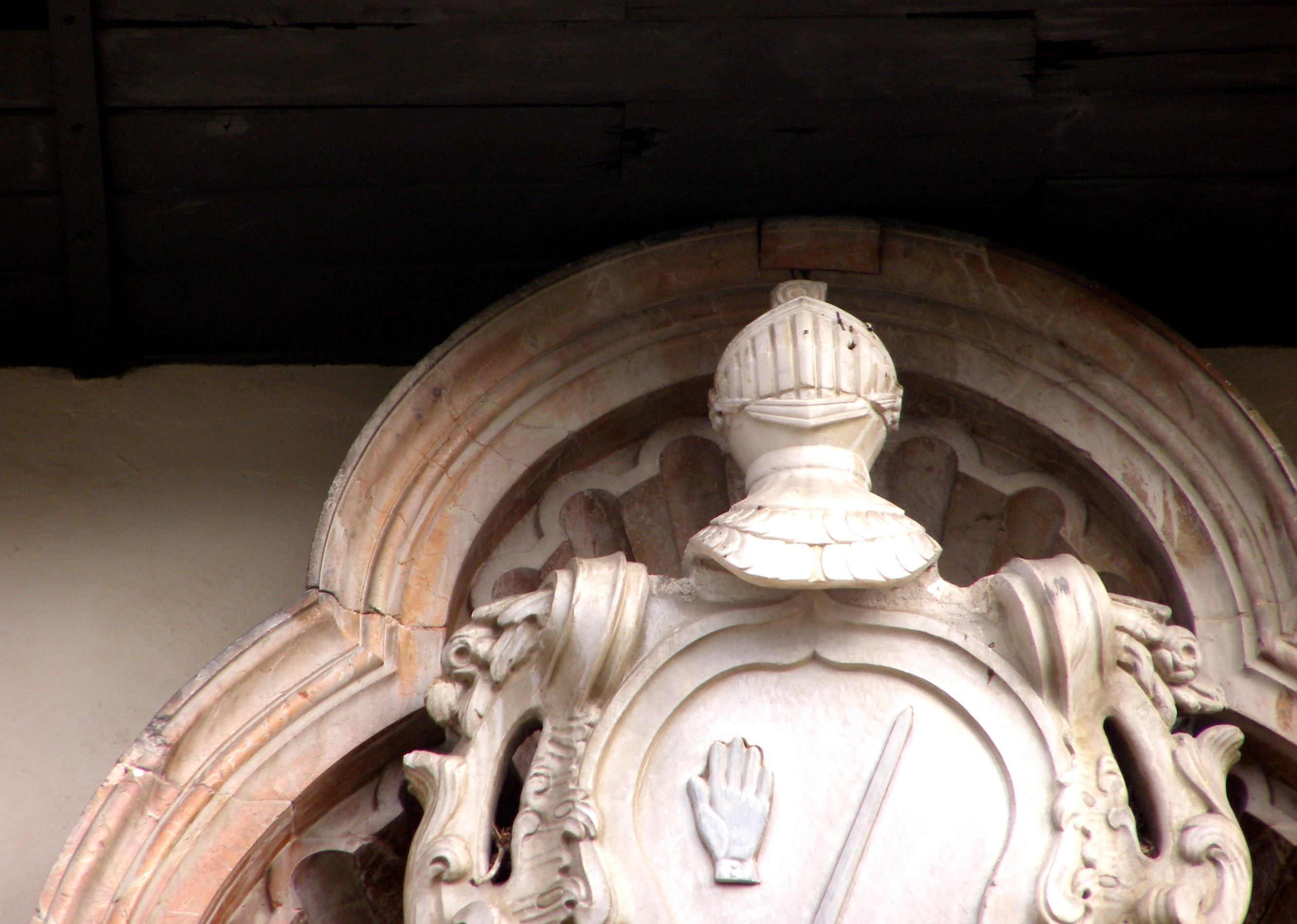
Detalle del Palacio.

## Fuente
- Este artículo incluye contenido derivado de una disposición relativa al proceso de protección, incoación o declaración de un bien cultural o natural publicada en el BOE n.º 42 el 18 de febrero de 2003 (texto), el cual está libre de restricciones conocidas en virtud del derecho de autor de conformidad con lo dispuesto en el artículo 13 de la Ley de Propiedad Intelectual española.